# NGC 203
NGC 203 sau NGC 211 este o galaxie lenticulară situată în constelația Peștii. A fost descoperită în 19 decembrie 1873 de către Ralph Copeland. De asemenea, a fost numită NGC 211 după observația acesteia de către Édouard Stephan din 18 noiembrie 1876.